# イヴ (シャラント＝マリティーム県)
イヴ （Yves）は、フランス、ヌーヴェル＝アキテーヌ地域圏、シャラント＝マリティーム県のコミューン。大西洋と接している。

## 地理
県の中西部に位置するイヴは、古くはオニス州の一部だった。より一般的なレベルでは、イヴはフランス大西洋岸の真ん中にあり、ミディ・アトランティックと呼ばれる地方を構成するので、フランス南西部に位置するとみなされる。
コミューンの面積の大半が牧草地や湿地で覆われている。ヴトロン集落やロシェ岬周辺の崖を除いて、標高が5mを超えるところはほとんどない。
道路交通の大きな道がイヴを南北に通過する。ラ・ロシェルとロシュフォールを結ぶ高速道路D137号線である。

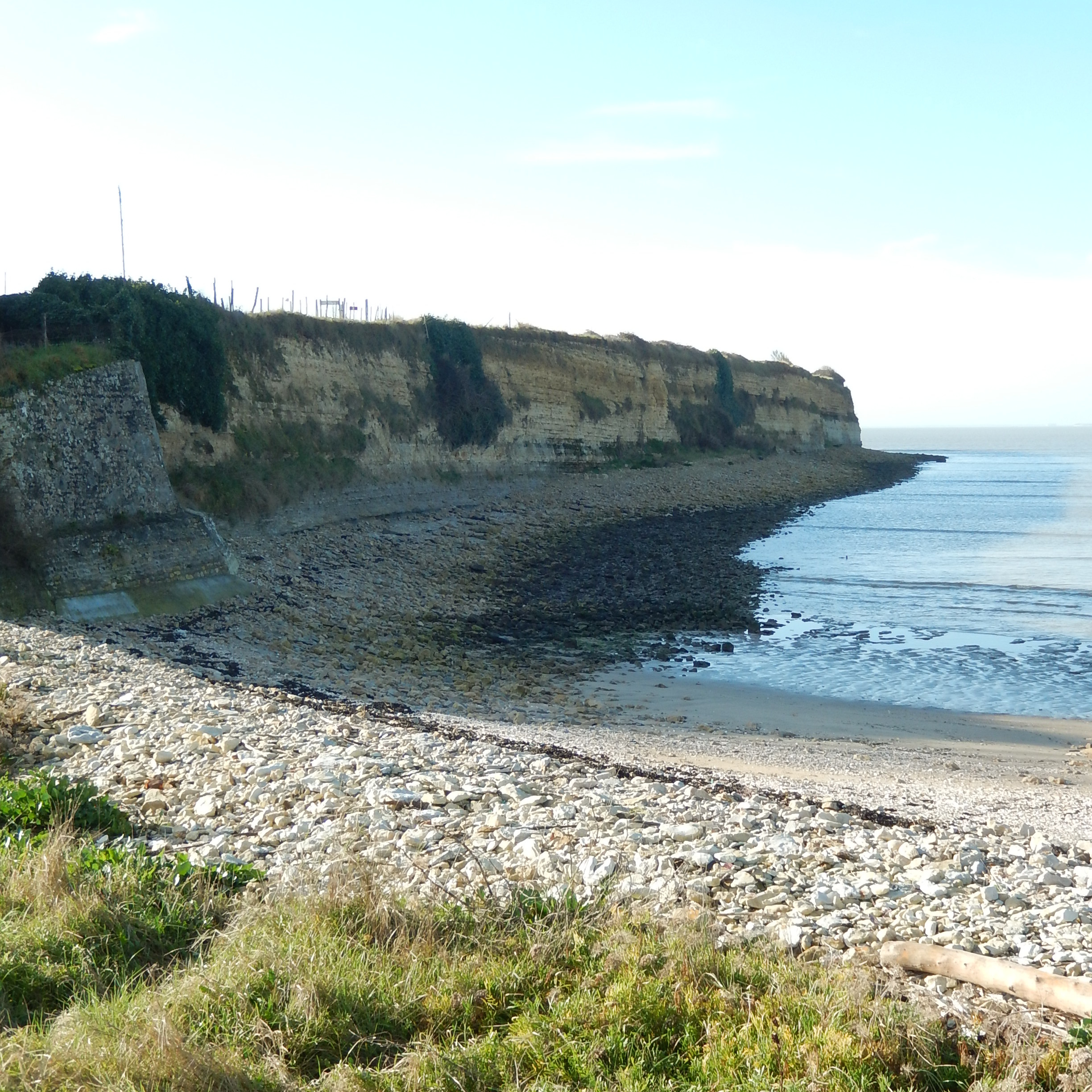
ロシェ岬
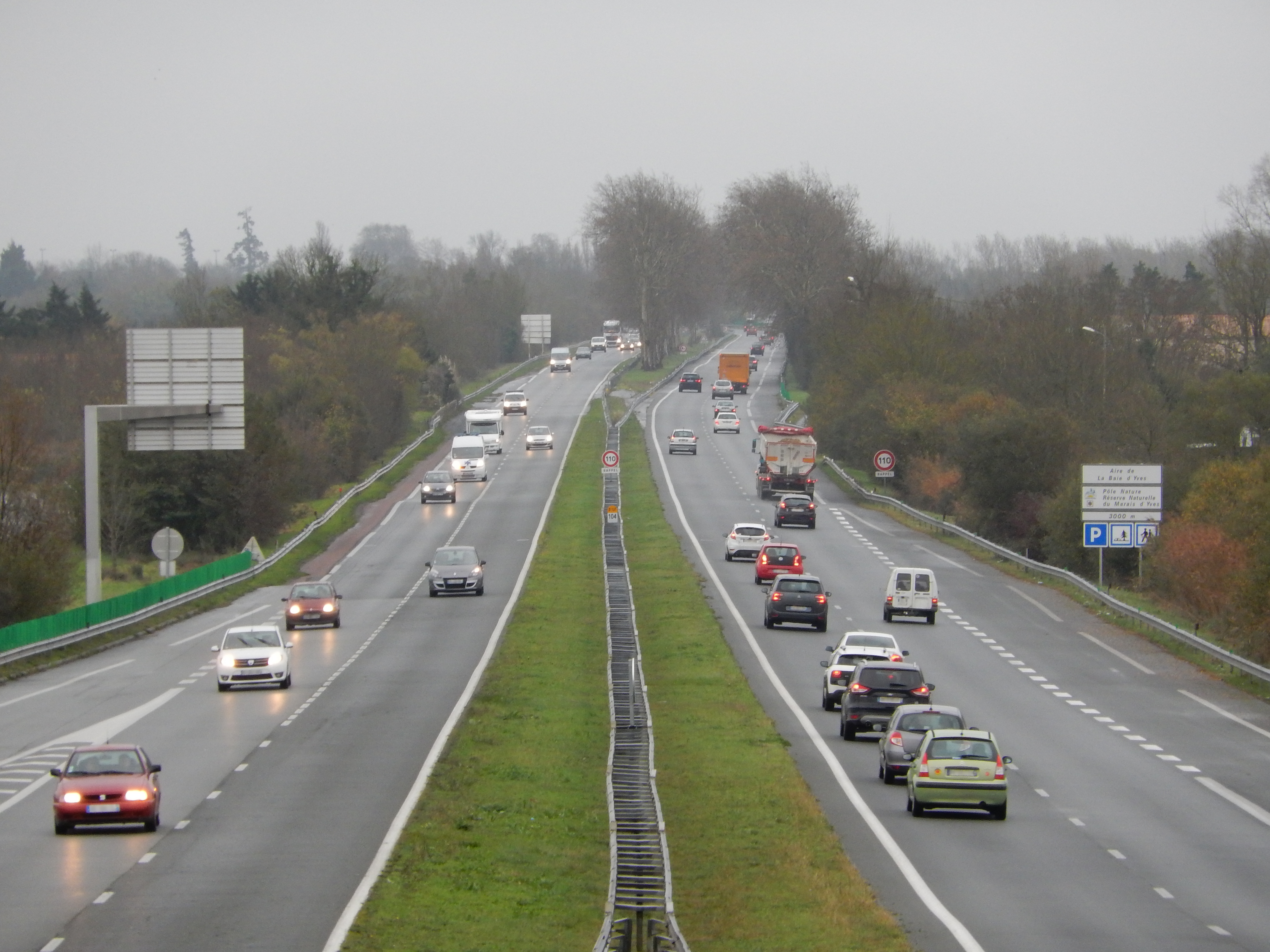
トロワ・カノン近郊のD137号線

## 歴史
1944年9月から1945年5月まで、ラ・ロシェル・ポケット解放の戦いの間、町は苦しんだ。1945年5月1日、フランス軍第6歩兵連隊の隊員4名がヴトロン近くでナチスにより処刑された。
2010年2月にシンティア嵐が町を通過した。

## 人口統計
| 1962年 | 1968年 | 1975年 | 1982年 | 1990年 | 1999年 | 2005年 | 2015年 |
| ------ | ------ | ------ | ------ | ------ | ------ | ------ | ------ |
| 514    | 504    | 531    | 807    | 893    | 1057   | 1327   | 1480   |

参照元:1962年から1999年までは複数コミューンに住所登録をする者の重複分を除いたもの。それ以降は当該コミューンの人口統計によるもの。1999年までEHESS/Cassini、2006年以降INSEE

## みどころ
- パッサージュのシャトー - 17世紀初頭
- 湿地自然保護区
- サン・ジュルノー丘で殺害された4人の隊員の追悼碑
- 大西洋の壁の痕跡 - 廃墟となっている小規模のブロックハウス

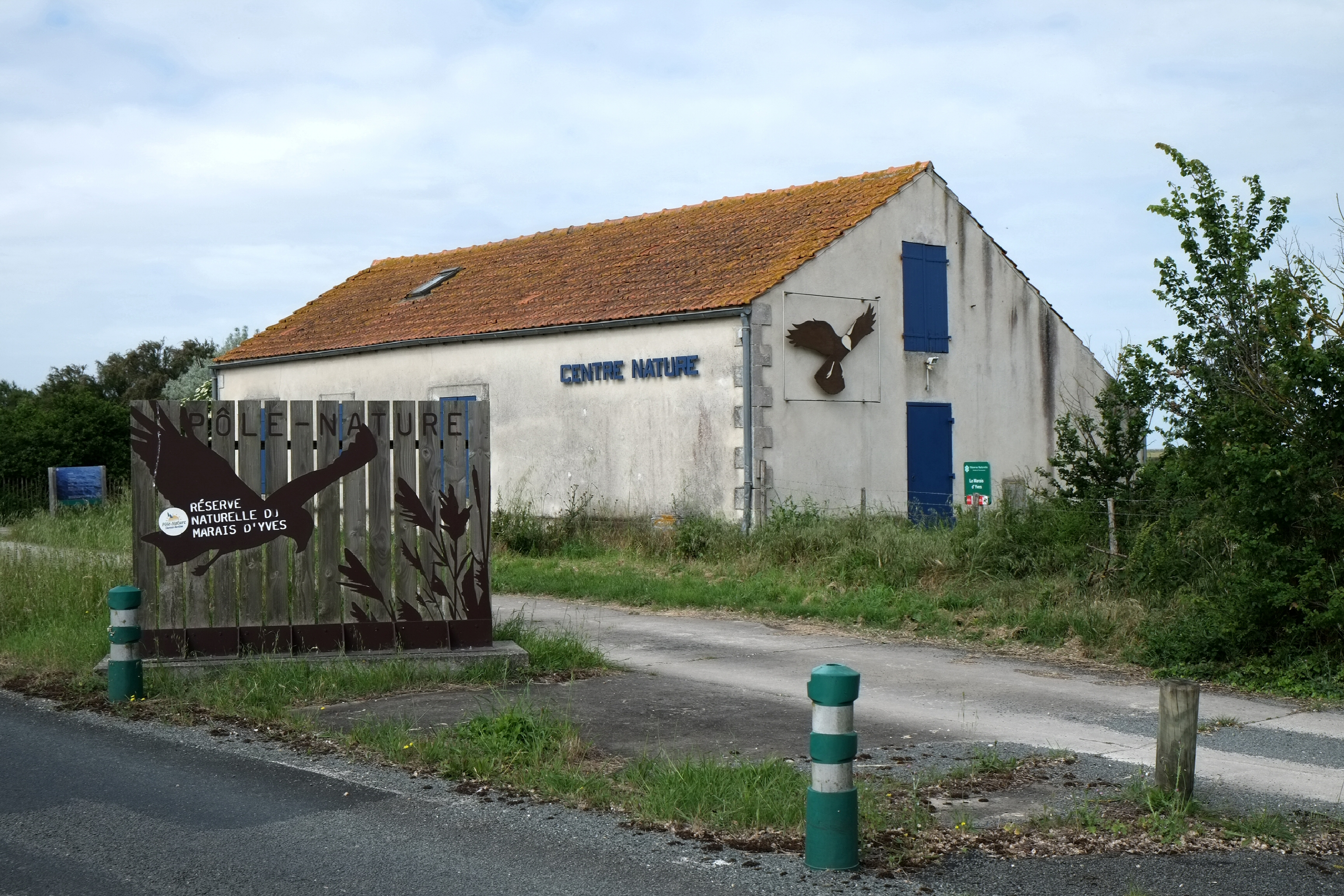
湿地自然保護区の入り口
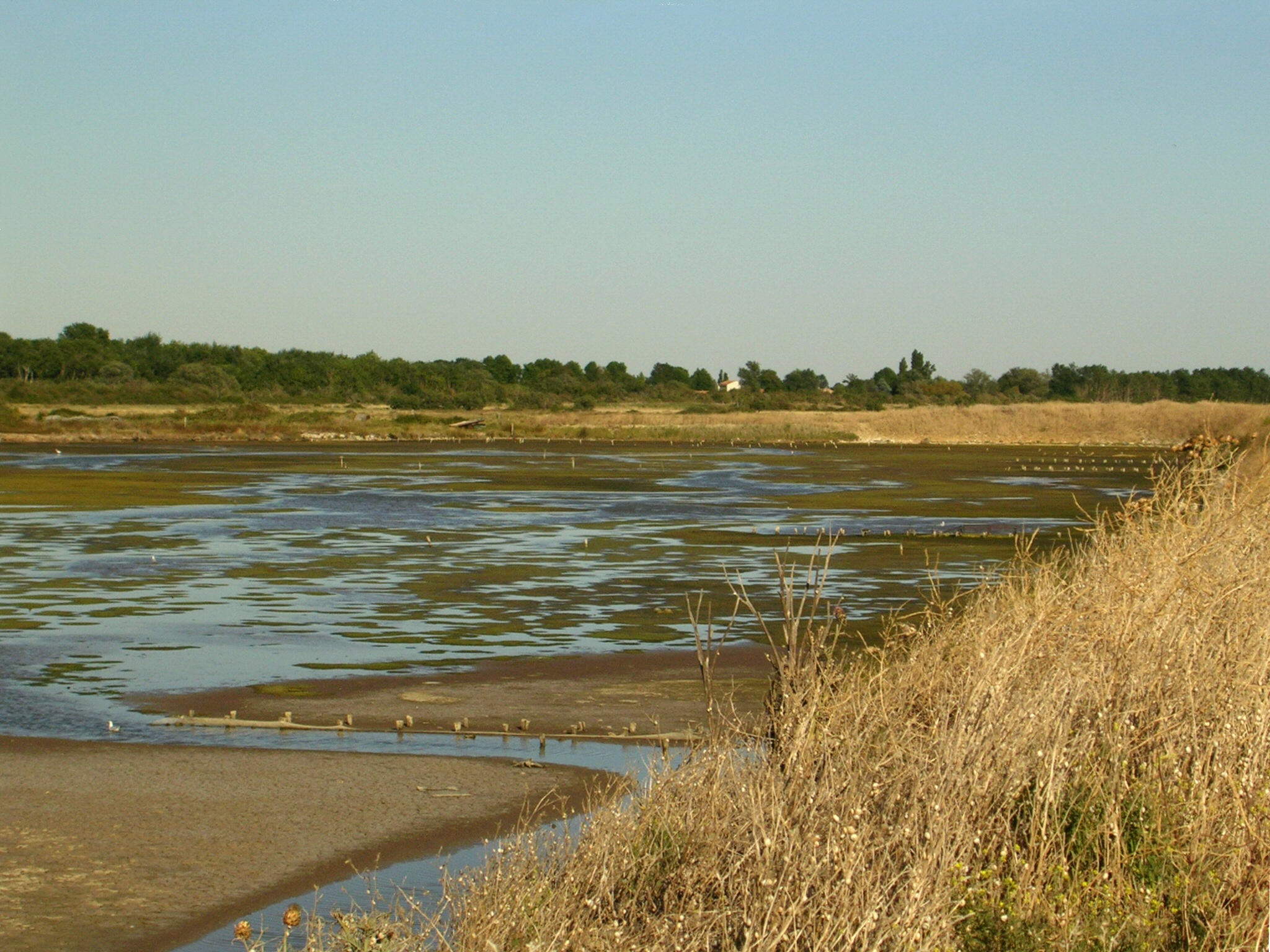
湿地自然保護区
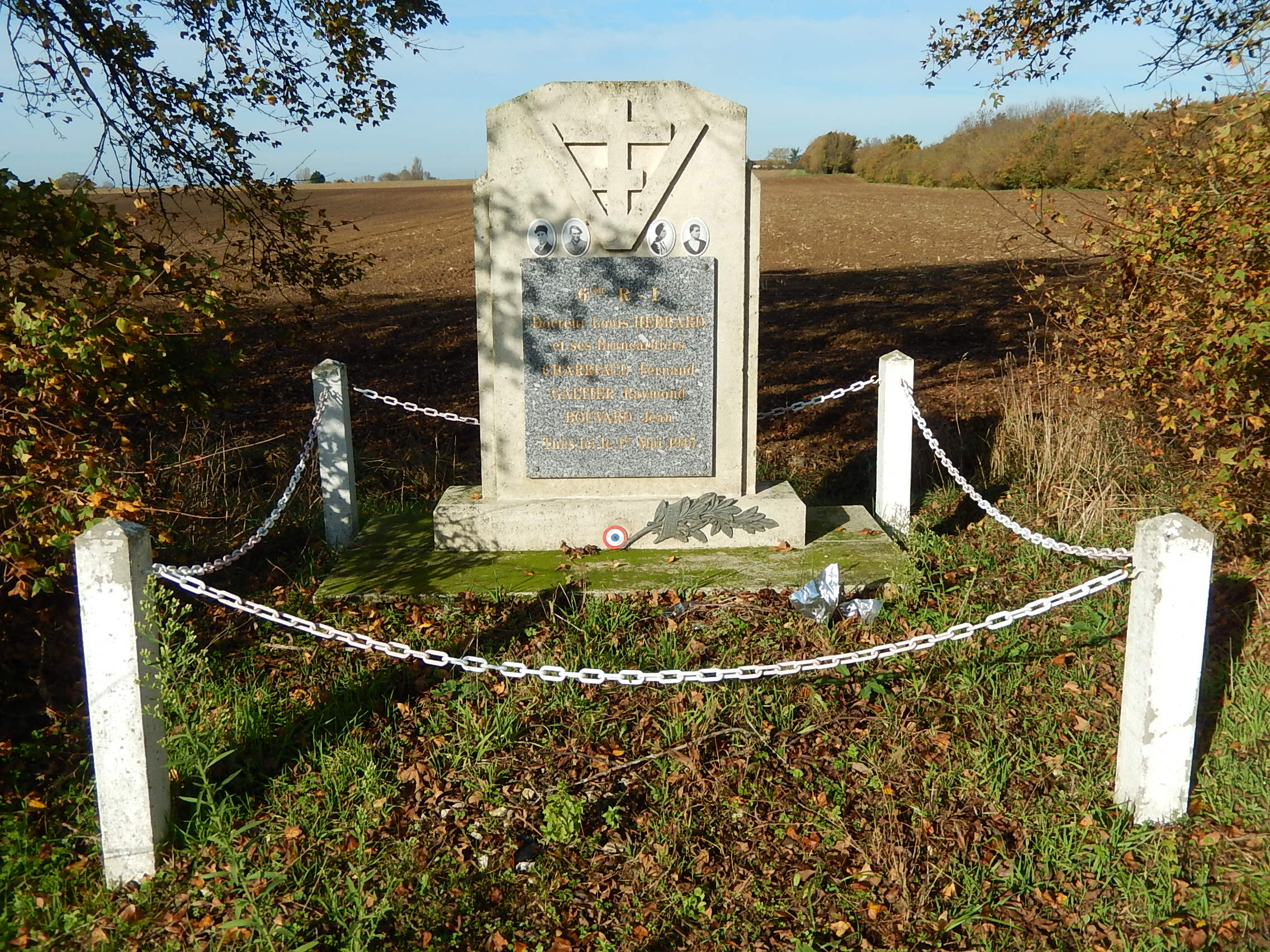
追悼碑
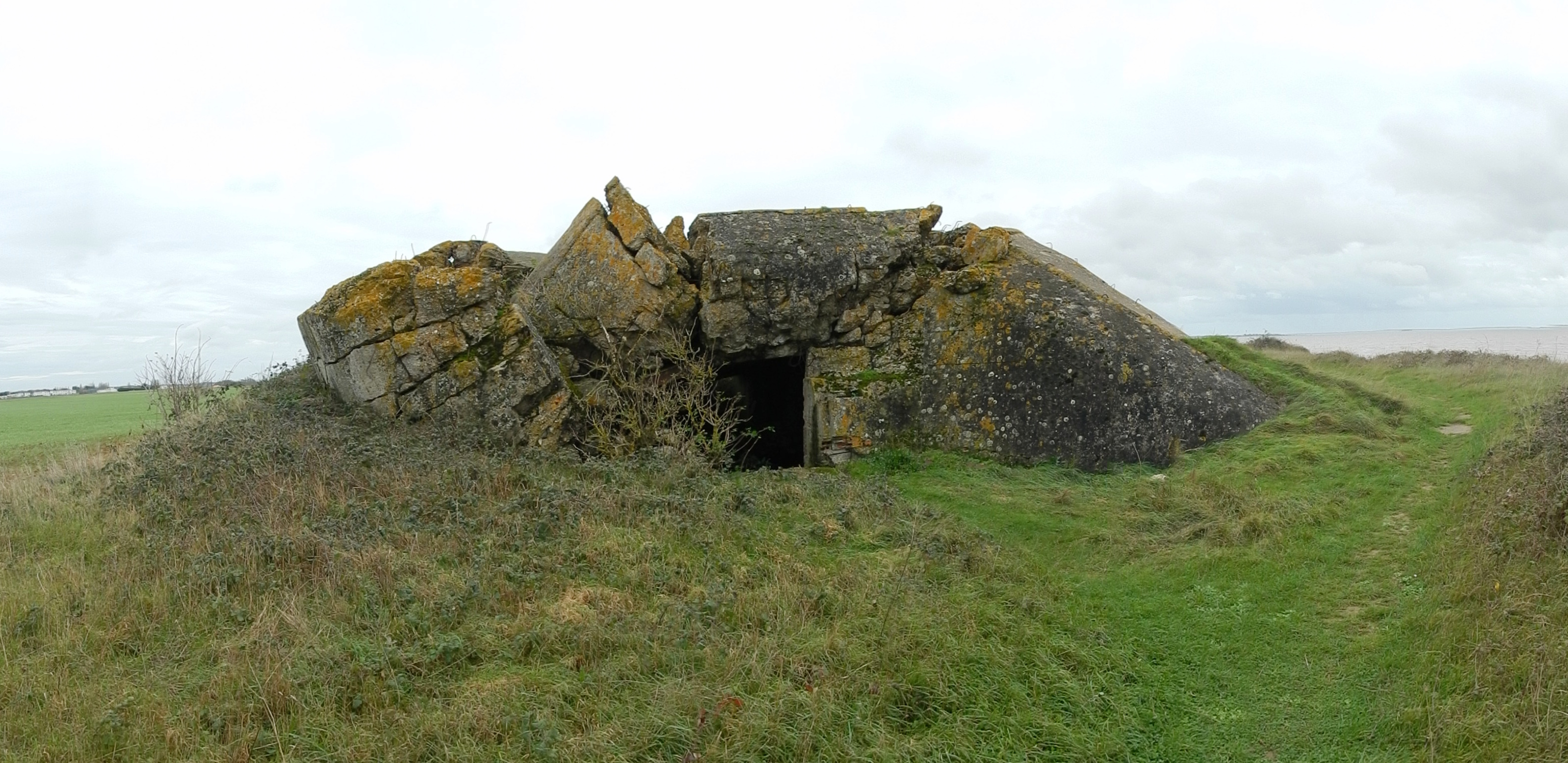
ブロックハウスの廃墟

## 出身者
- ソフィー・ブランシャール - 気球乗り。イヴのトロワ・カノン地区生まれ。

## 参照
1. ↑  Louis Papy, Le Midi atlantique, atlas et géographie de la France moderne, Flammarion, Paris, 1984, p. 21
2. ↑  http://cassini.ehess.fr/cassini/fr/html/fiche.php?select_resultat=41416
3. ↑  https://www.insee.fr/fr/statistiques/3293086?geo=COM-17483
4. ↑  http://www.insee.fr

### ノート
1. ↑  Certains y voient une appartenance géographique au fr:Midi de la France — en référence au « Midi atlantique » cher au géographe Louis Papy - ainsi la commune d'Yves comme le département de la fr:Charente-Maritime peuvent être rattachés à deux grands ensembles géographiques, le fr:Grand Sud-Ouest français et parfois le fr:Grand Ouest français.